# Bertalan Csillik
Bertalan Csillik (selten auch nur kurz Bert Csillik; * 10. November 1927 in Szeged; † 8. Mai 2012 ebenda) war ein ungarischer Anatom und Neurowissenschaftler.

## Leben
Bertalan Csillik begann sein Studium der Medizin 1948 an der Medizinischen Universität „Albert Szent-Györgyi“ (ungarisch Szent-Györgyi Albert Orvostudományi Egyetem, kurz SZOTE) und erlangte dort 1954 seinen Doktor der Medizin (MD). Bereits ab 1949 arbeitete er am Anatomischen Institut als Tutor, wurde daselbst 1954 wissenschaftliche Hilfskraft und veröffentlichte im selben Jahr seinen ersten wissenschaftlichen Aufsatz über die Wirkung von Acetylcholinesterase an der motorischen Endplatte. Die motorische Endplatte und die postsynaptische Membranregion wurden für die nächsten 15 Jahre sein Forschungsschwerpunkt. Anfang der 1970er Jahre wechselte er seinen Forschungsschwerpunkt hin zum Hinterhorn, dem hinteren, schmaleren Teil der grauen Substanz des Rückenmarks.
Seinen ersten akademischen Doktorgrad erhielt Csillik 1962 und war anschließend bis 1963 Assistenzprofessor für Pharmakologie an der University of Pennsylvania in Philadelphia. Im Jahr 1968 wurde Csillik Professor und Leiter des Anatomischen Instituts der Medizinischen Universität „Albert Szent-Györgyi“, als Nachfolger von Albert Gellért (1894–1967), und leitete dort auch das Central Electron Microscope Laboratory. 1977/78 wurde er Gastprofessor für Neuropathologie an der Harvard University in Boston. 1983 erfolgte die Ernennung zum Mitglied der Deutschen Akademie der Naturforscher Leopoldina für die Sektion Neurowissenschaften. Als Präsident der Ungarischen Anatomischen Gesellschaft (ungarisch Magyar Anatómus Társaság, kurz MTA) richtete er 1991 die Jahresversammlung der deutschen Anatomischen Gesellschaft in Szeged aus.
Im Jahr 1993 ging Csillik in den Ruhestand, nachdem er 25 Jahre das Anatomische Institut der Universität Szeged geleitet hatte. Dabei war er am Aufbau des neuen Präpariersaales und des histologischen Praktikumsaales beteiligt. Anschließend wirkte er 1994/95 erneut an der Harvard University und von 1995 bis 2000 am Forschungsinstitut Bay Zoltán, bevor er als Professor emeritus an das Anatomische Institut der Universität Szeged bis 2010 zurückkehrte. Dort fokussierte er sich bei seiner wissenschaftlichen Arbeit auf den Nucleus reticularis der Ratte.
Bertalan Csillik war seit dem 30. April 1972 mit der Neurowissenschaftlerin Elizabeth Knyihár verheiratet.

## Werke (Auswahl)
- B. Csillik: Functional Structure of the Post-Synaptic Membrane in the Myoneural Junction. Akadémiai Kiadó, Budapest 1965 (englisch).
- E. Knyihár-Csillik, B. Csillik: FRAP: Histochemistry of the Primary Nociceptive Neuron (= Progress in Histochemistry and Cytochemistry. Volume 14). Gustav Fischer Verlag, Stuttgart, New York 1981, doi:10.1016/S0079-6336(81)80008-3 (englisch).
- E. Knyihár-Csillik, P. Rakic, B. Csillik: Fine structure of growth cones in the upper dorsal horn of the adult primate spinal cord in the course of reactive synapto-neogenesis. In: Cell and Tissue Research. Volume 239, Issue 3, 1985, S. 633–641, doi:10.1007/BF00219242 (englisch).
- B. Csillik, E. Knyihár-Csillik: The Protean Gate. Structure and Plasticity of the Primary Nociceptive Analyzer. Akadémiai Kiadó, Budapest 1986 (englisch).
- B. Csillik, S. Kubik, T. Tömböl: Regional Anatomy. Hrsg.: T. Tömböl. Medicina Publishing House, Budapest 2001 (englisch).
- B. Csillik, I. Kubik, T. Tömböl: Tájanatómia. Hrsg.: T. Tömböl. Medicina, Budapest 2006 (ungarisch).